# Deuxième circonscription de Dendi
La deuxième circonscription de Dendi est une des 177 circonscriptions législatives de l'État fédéré Oromia, elle se situe dans la Zone Ouest Shoa. Son représentant actuel est Mulugeta Debebe Gemechu.